# БСК (клуб по хоккею с мячом)
БСК — клуб по хоккею с мячом из Санкт-Петербурга. Был создан на базе хоккейного клуба «Красная заря». Прекратил существование в 2005 году.

## История
В 2001 году Балтийская строительная компания (БСК) в Санкт-Петербурге организовала одноимённый хоккейный клуб на основе местной команды «Красная заря». Президентом клуба был назначен бывший игрок «Красной зари» Валерий Сидорович. Перед коллективом, выступавшим в первой лиге, была поставлена задача добиться повышения в классе.
В 2002 году БСК занял третье место в своей подгруппе и не сумел выйти в финальный турнир первой лиги. Перед новым сезоном из ХК «Боровичи» в команду был приглашен тренер Виталий Лазицкий. В этом сезоне питерцы выиграли подгруппу и финальный турнир первой лиги, получив право участвовать в высшей.
В дебютном сезоне в высшей лиге под руководством нового тренера Олега Тимонина БСК вышел в плей-офф, где в 1/8 финала уступил «Кузбассу».
В сезоне 2004—2005 у Балтийской строительной компании возникли финансовые трудности. Обещанный Правительством Санкт-Петербурга участок земли под стадион с искусственным льдом так и не был выделен, а теплая зима не позволяла БСК проводить матчи на своем стадионе. На первом этапе чемпионата питерцы уступили во всех 18 матчах (2 поражения были техническими из-за неготовности домашнего льда). В турнире за 17-21 места БСК занял последнее место, выбыв в первую лигу.
После окончания сезона Балтийская строительная компания прекратила финансирование клуба. Осенью болельщики команды обратились с открытым письмом в городской спорткомитет, однако результата это не принесло. Зимой руководство попыталось заявить команду для участия в первой лиге, но, не имея финансовых гарантий, получило отказ. На этом история команды мастеров БСК завершилась.
После ликвидации клуба в городе осталась детско-юношеская спортивная школа, проработавшая до 2008 года.

## Главные тренеры
| Главный тренер   | Годы работы |
| ---------------- | ----------- |
| Геннадий Конев   | 2001—2002   |
| Виталий Лазицкий | 2002—2003   |
| Олег Тимонин     | 2003—2005   |

## Достижения
- Победитель финального турнира Первой лиги Чемпионата России (2003)
- Победитель Турнира в Порвоо (2002)
- Победитель «Кубка Александра Невского» (2003, 2004)
- Победитель Турнира памяти Ю. А. Шорина (2002, 2003)

В чемпионатах и первенствах России
- Лучший результат — 16-е место в Высшей лиге (сезон 2003/2004)
- Лучший бомбардир — Александр Савельев (84 мяча)